# Trevor Putney
Trevor Anthony Putney (Harold Hill, 9 aprile 1960) è un ex calciatore inglese, di ruolo centrocampista.

## Carriera
Dal 1975 al 1980 gioca con i dilettanti del Brentwood Town nella Essex Senior League; arriva al professionismo relativamente tardi, all'età di 20 anni, quando viene tesserato dall'Ipswich Town, club della prima divisione inglese, con cui nella stagione 1980-1981 (la sua prima tra i professionisti) vince tra l'altro la Coppa UEFA. Di fatto nelle sue prime 2 stagioni del club è comunque una riserva, complice anche il buon livello del club, che, dopo un terzo posto l'anno prima del suo arrivo in squadra e la già citata vittoria della Coppa UEFA, ottiene 2 secondi posti consecutivi nei campionati 1980-1981 e 1981-1982 e gioca anche 2 semifinali nelle coppe nazionali (una in FA Cup ed una in Coppa di Lega), oltre ad alcuni infortuni che ne limitano l'impiego. Nella stagione 1982-1983, conclusa invece con un nono posto in classifica, Putney gioca le sue prime partite in campionato, totalizzando 20 presenze e 3 reti. A partire dalla stagione 1983-1984 diventa poi titolare fisso, giocando 35 e 27 partite nei successivi 2 campionati; nella stagione 1985-1986, conclusa con la retrocessione in seconda divisione del club, gioca invece 21 partite, ed a fine stagione viene ceduto al Norwich City neopromosso in prima divisione in uno scambio con Joh Deehan. Con i Canaries vive uno dei migliori periodi nella storia del club che ottiene nell'ordine un quinto, un quattordicesimo ed un quarto posto in classifica (sia il quinto che il quarto posto erano i migliori piazzamenti mai raggiunti dal club a quel punto della sua storia), mancando la qualificazione alla Coppa UEFA solamente a causa dell'esclusione delle competizioni UEFA per club dei club inglesi in quegli anni. Nell'arco del suo triennio di permanenza nel club gioca sempre con buona continuità pur senza mai essere un titolare fisso: gioca infatti nell'ordine 23, 26 e 33 partite. Nell'estate del 1989 passa al Middlesbrough, club di seconda divisione, dove in 2 anni gioca 48 partite e segna un gol: la sua permanenza al Boro è però fortemente condizionata dalla rottura di una gamba nella semifinale della Full Members Cup nel 1991. Gioca poi per altri 2 anni in seconda divisione al Watford (52 presenze e 2 reti), mentre trascorre la stagione 1993-1994 al Leyton Orient, club di terza divisione, con cui mette a segno 2 reti in 22 partite di campionato. Chiude infine la carriera nel 1995, all'età di 35 anni, dopo un'ultima stagione trascorsa in quarta divisione nel Colchester Utd.

## Palmarès

### Club

#### Competizioni regionali
- Essex Senior League Cup: 2

Brentwood: 1975-1976, 1978-1979

#### Competizioni internazionali
- Coppa UEFA: 1

Ipswich Town: 1980-1981